# سیمبلیک وان
لری دارنل گریفین جونیور (به انگلیسی: .Larry Darnell Griffin Jr) (متولد ۳ اوت ۱۹۷۶)، که بیشتر با نام هنری خود سیمبلیک وان (به انگلیسی: Symbolyc One) یا اس۱، (به انگلیسی: S1) شناخته می‌شود، تهیه‌کننده موسیقی اهل ویکو، تگزاس است. وی گروه Strange Fruit Project را تأسیس کرد و به عنوان تهیه‌کننده با گروه گود میوزیک کاتیه وست قرارداد امضا کرد.

## زندگی‌نامه
گریفین در ۳ اوت ۱۹۷۶ در واکو، تگزاس متولد شد و در آنجا در یک خانواده مسیحی بزرگ شد. در دبیرستان، او ساکسوفون آلتو را آموخت و در تمام سالهای نوجوانی خود از جمله برای مدرسه یکشنبه در کلیسای محلی خود پیانو می‌نواخت. گریفین پس از تشکیل یک گروه هیپ هاپ در سال ۲۰۰۷ با پسر عموی خود، Myth، شروع به ساخت ضرب و تولید ضبط کرد. در سال ۲۰۱۰، وی مدرک کاردانی خود را در رشته مهندسی صوتی از کالج جامعه مک لنان دریافت کرد. از ۲۰۰۷–۲۰۰۸، S1 در مسابقات ملی ضرب و شتم ایالات متحده مانند iStandard , Red Bull Big Tune و Sha Money's One Stop Shop شرکت کرد.

## حرفه موسیقی
در نقش وی به عنوان تهیه‌کننده اصلی گروه Strange Fruit Project، سبک و دامنه تولید گریفین شامل R&B , soul , underground و urban / crossover pop است. S1 به عنوان یک تولیدکننده فروش پلاتین، با بسیاری از هنرمندان موسیقی کار کرده و همچنین عضو اصلی گروه الکترونیکی The Cannabinoids خواننده اریکا بادو بوده‌است.
از همکاری‌های برجسته وی می‌توان به "قدرت کانیه وست از آلبوم فانتزی پیچیده تیره زیبای من برنده گرمی و بیانسه بهترین چیزی که هرگز نداشتم " در آلبوم ۴ اشاره کرد. که هر دو قطعه دارای پلاتین مجاز هستند.

## ترانه‌شناسی
آلبوم‌های استودیویی
- ۲۰۰۸: جعبه موسیقی

آلبوم‌های همکاری
- ۲۰۰۵: هنر Onemind (با Illmind)
- ۲۰۰۹: ابر نوزده (با خط بریل)